# Siv Malmkvist
Siv Malmkvist (šve. Siw Malmkvist, 31 decembar 1936.) je švedska pevačica, najpopularnija u Švedskoj i Nemačkoj.

## Karijera u Švedskoj
Siv Malmkvist je rođena u Landskroni u Švedskoj. Snimila je oko 600 pesama (na raznim jezicima: švedskom, danskom, norveškom, finskom, holandskom, nemačkom, engleskom, francuskom, italijanskom i španskom) što je čini jednom od najuspešnijih švedskih pevačica.
Malmkvist je nekoliko puta bio takmičar na švedskom takmičenju za pesmu Evrovizije - Melodienfestivalenu, zadnji put 2004. zajedno sa Towom Carson i Ann-Louise Hanson, pevajući pesmu "C'est la vie", koja je završila na 10. mestu. Predstavljala je Švedsku na Pesmi Evrovizije 1960. godine u Londonu sa pesmom "Alla andra får varann", pesmom koju su prvobitno izveli Osten Varnerbring i Inger Bergren na Melodienfestivalenu. Na Pesmi Evrovizije je bila deseta sa 4 osvojena boda. Sledeće godine, Malmkvist pobeđuje na Melodienfestivalenu sa pesmom "April, april", ali ne predstavlja Švedsku na Pesmi Evrovizije, jer je švedski radio izabrao Lil Babs da predstavlja Švedsku sa tom pesmom.

## Karijera u Nemačkoj
Osim u rodnoj zemlji Švedskoj Malmkvist je takođe gradila karijeru i u Nemačkoj. Prva njena hit pesma u Nemačkoj postaje "Trocadero 9910" 1960. godine. Godine 1962. osvojila je drugo mesto na Deutsche Schlager igrama u Baden-Badenu sa bendom Die Wege der Liebe, a 1964. godine je pobedila sa pesmom "Liebeskummer lohnt sich nicht".
Nemačku je predstavljala na Pesmi Evrovizije 1969. godine sa pesmom "Primmaballerina". Osvojila je 8 bodova što je bilo dovoljno za 9 mesto. od svoje rodne zemlje nije dobila ni jedan bod.
U Nemačkoj je imala dva velika hita iz 1974. godine: "Er liebt mich" i "Sascha nimmt die Geige". Malmkvist je i dalje veoma aktivna. 2017. pevala je pod motom "183 år på scen" ("183 godine na sceni") sa svojim kolegicama Lil Babs i Ann-Louise Hanson po celoj Švedskoj. Malmkvist pjeva na šest jezika širom Evrope.

## Lični život
Udala se 1971. godine za glumca Fredrika Olsona sa kojim ima dvoje dece.